# Gente de primera (talent show)
Gente de primera fue un programa de televisión, emitido por la cadena TVE en 2005.

## Formato
Se trataba de un talent show en el que los aspirantes a triunfar en el mundo de la canción eran apadrinados por un artista ya consagrado. La primera edición se emitió entre el 28 de mayo y el 24 de septiembre de 2005 y estuvo presentada por Esther Arroyo.
La segunda temporada, estrenada el 28 de octubre de 2005 y presentada por Jorge Fernández presentó como novedad una mayor implicación de los cantantes consagrados, que transcurrieron buena parte de su tiempo junto a los candidatos.

## Concursantes
En la primera edición, los concursantes (entre paréntesis) y sus padrinos fueron:
- Rosa (Yanira Figueroa). Ganadoras
- Bertín Osborne (Verónica Rojas)
- Isabel Pantoja (Carmelo)
- Azúcar Moreno (José Ortega)
- Pimpinela (Damián Luna)
- Marta Sánchez (Paco Arrojo)
- María Isabel (Mirela)
- María Jiménez (María Toledo)
- Presuntos Implicados (Carlos Mera)
- Francisco (Pablo Rosquet)

En la segunda edición, los concursantes (entre paréntesis) y sus padrinos fueron:
- Natalia (Nauzet). Ganadores
- Chenoa (Nacho Rossellot)
- Manolo Escobar (Manuel Acedo)
- Merche (José Granados)
- Ángela Carrasco (Álex Forriols)
- Pablo Puyol (Belén Estrada)
- María Jiménez (Israel)
- María del Monte (Rocío Márquez)
- Nuria Fergó (Rocío Rosa)
- Francisco (Led)
- Sylvia Pantoja (Carmen Gabarre)
- Pastora Soler (Mirela).

## Audiencias
El día de su estreno el espacio alcanzó un share del 24,6% y el minuto de oro fue el bautizo de María Jiménez a María Toledo. Durante la primera edición se mantuvieron buenos resultados, y así el 9 de julio de 2005 se situaba en el 23,3% de cuota de pantalla. En la segunda edición, sin embargo, el programa fue perdiendo audiencia, y en la gala final la cuota de pantalla quedó reducida a un 16%.